# Horisme contaminata
Horisme contaminata là một loài bướm đêm trong họ Geometridae.